# Rhopalurus rochai
Rhopalurus rochai ou Escorpião Amarelo (do Nordeste) é uma espécie de escorpião típica da Caatinga, sendo amplamente distribuida na região, inclusive em certas áreas de Pernambuco existem grandes populações da espécie. Possuem geralmente cor amarela ou alarangada vibrante, muitas vezes essa espécie é confundida com o Tityus stigmurus ou como é popularmente conhecido, Lacrau. A principal diferença entre as espécies além da coloração, é o fato de que o T. stigmurus tem uma estrutura semelhante a um espinho no mesmo segmento do ferrão, enquanto o R. rochai não tem.

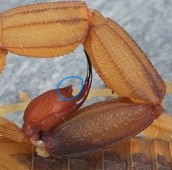
Segmento do ferrão do T. stigmurus

As fêmeas são vivíparas, parindo em media 35 filhotes por ninhada. Quando nascem, os filhotes sobem no dorso no dorso da mãe, que os protege durante 15 dias em média. Após este intervalo, os filhotes se dispersam
Os escorpiões do género Rhopalurus são capazes de emitir um chiado quando se sentem ameaçados